# Mantoides
Mantoides är ett släkte av fjärilar. Mantoides ingår i familjen juvelvingar.
Kladogram enligt Catalogue of Life:
| Mantoides | \| \| Mantoides iljai \| \| \| \| \| \| Mantoides licinius \| \| \| \| |
|           | \| \| Mantoides iljai \| \| \| \| \| \| Mantoides licinius \| \| \| \| |
|           | Mantoides iljai                                                        |
|           |                                                                        |
|           | Mantoides licinius                                                     |
|           |                                                                        |

## Bildgalleri

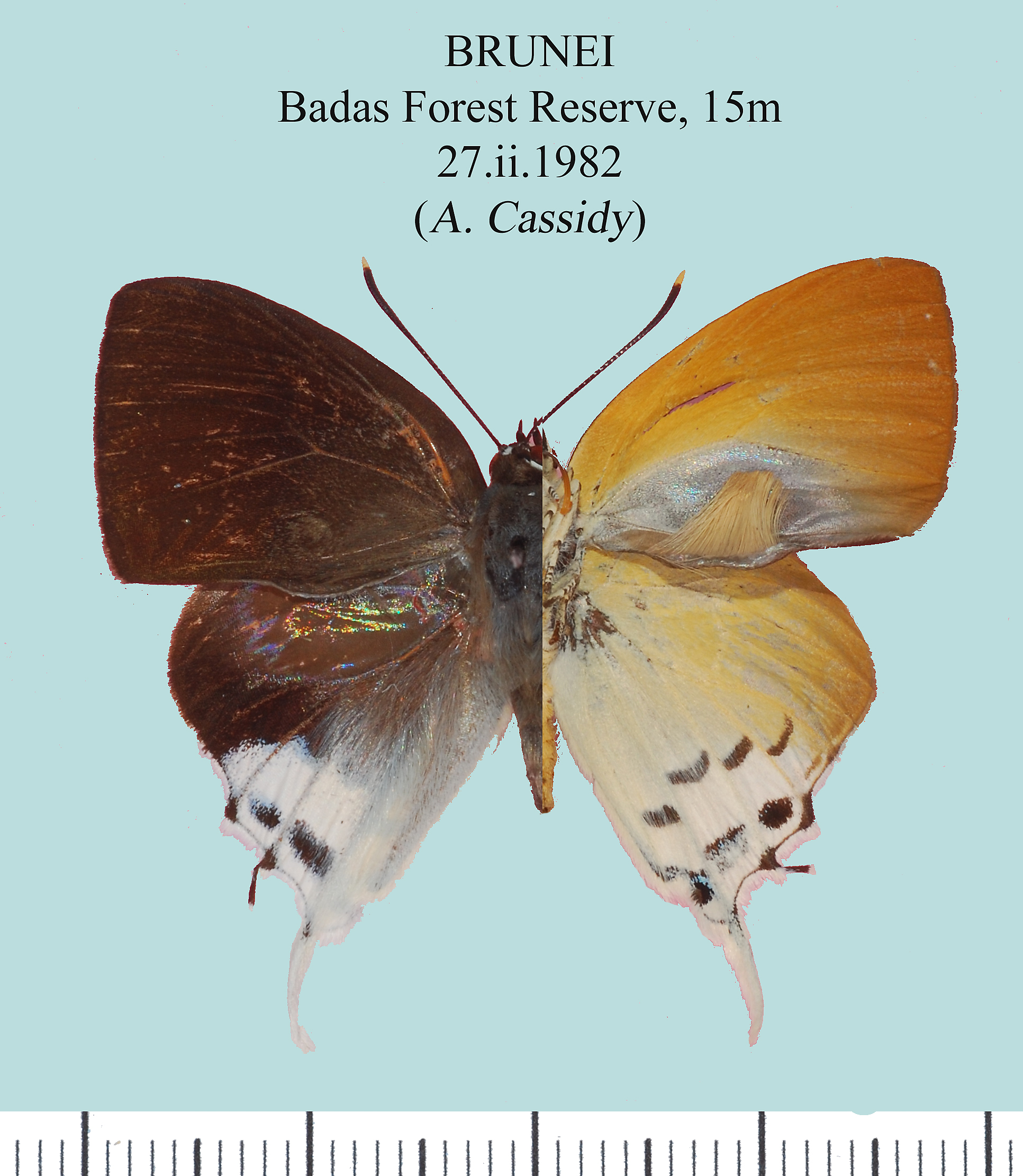